# Belleville-sur-Loire
Belleville-sur-Loire ist eine französische Gemeinde mit 990 Einwohnern (Stand: 1. Januar 2022) im Département Cher in der Region Centre-Val de Loire. Sie gehört zum Arrondissement Bourges und zum Kanton Sancerre. Die Einwohner werden Bellevillois genannt.

## Geographie
Belleville-sur-Loire liegt an der Loire, etwa 53 Kilometer nordöstlich von Bourges. Umgeben wird Belleville-sur-Loire von den Nachbargemeinden Beaulieu-sur-Loire im Norden, Neuvy-sur-Loire im Nordosten und Osten, Sury-près-Léré im Süden sowie Santranges im Westen.
Im Gemeindegebiet liegt das Kernkraftwerk Belleville. 

## Bevölkerungsentwicklung
| Jahr                       | 1962 | 1968 | 1975 | 1982 | 1990 | 1999 | 2006 | 2013 |
| Einwohner                  | 321  | 352  | 288  | 448  | 1009 | 1088 | 1042 | 1037 |
| Quellen: Cassini und INSEE |      |      |      |      |      |      |      |      |

## Sehenswürdigkeiten
- Kirche aus dem 12. Jahrhundert
- Schlösser aus dem 15. und 17. Jahrhundert

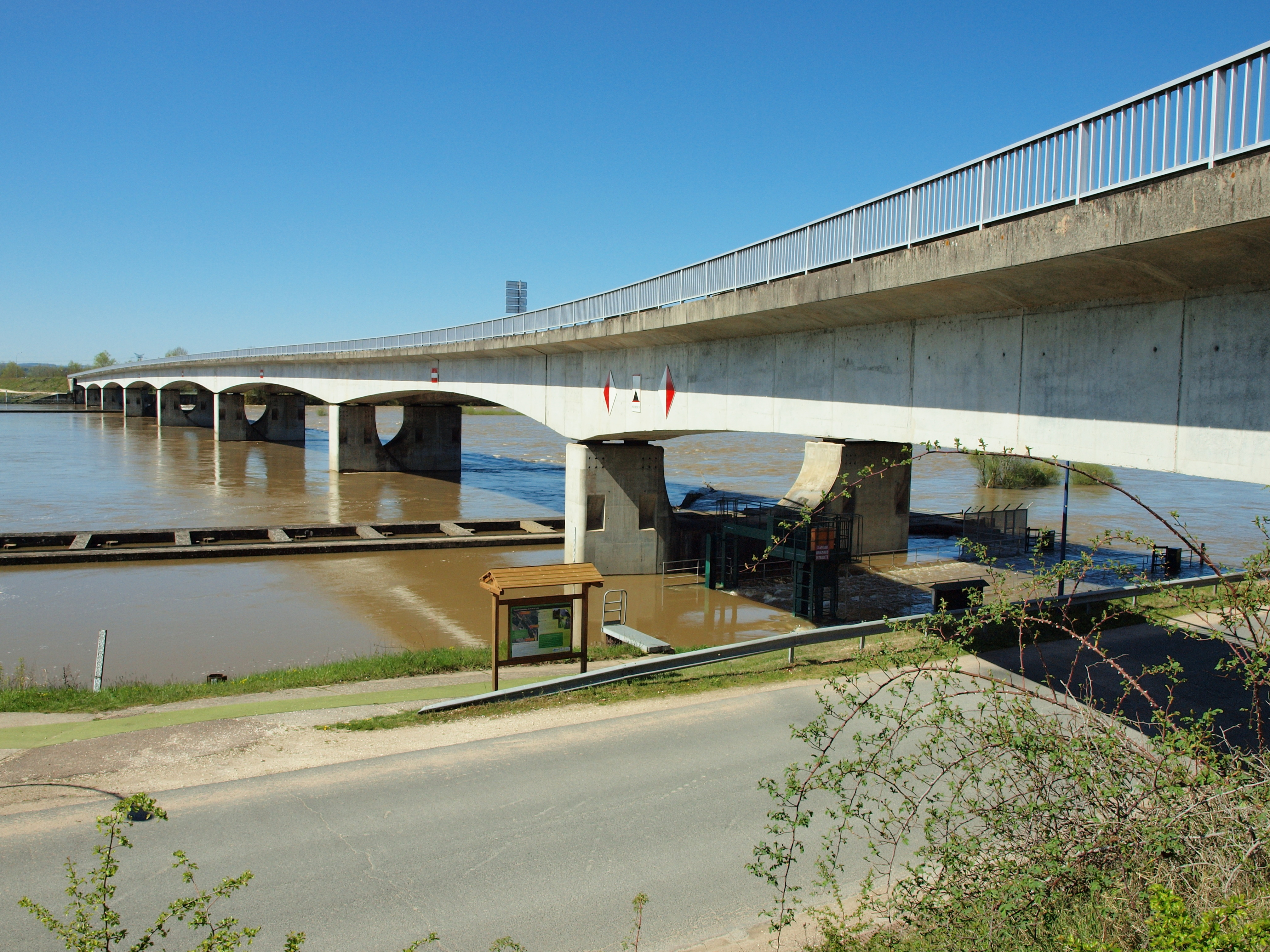
Loirebrücke

- Reste einer römischen Siedlung